# Edgar Fawcett

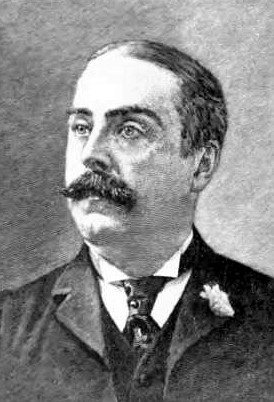
Edgar Fawcett.

Edgar Fawcett, född den 26 maj 1847 i New York, död den 2 maj 1904 i London, var en amerikansk författare. 
Fawcett studerade vid Columbia College i sin hemstad och ägnade sig tidigt åt litterär verksamhet. Fawcett skrev romaner (Purple and fine linen, 1873, Ellen story, 1876, med flera) och dikter (Fantasy and passion, 1877) med mera. Hans samling av sånger för barn, Short poems for short people, förtjänar jämväl att omnämnas.